# Hajrudin Varešanovic
Hajrudin "Hari" Varešanovic född 16 januari 1961 i Sarajevo, Jugoslavien, numera Bosnien och Hercegovina, är en bosnisk artist och låtskrivare. Sångare i bandet Hari Mata Hari.
Hajrudin Varešanovic ställde upp i den bosniska uttagningen till Eurovision Song Contest 1999 med låten Starac i More, med vilken han också vann uttagningen. Efter vinsten visade det sig att låten redan hade spelats in tidigare och sålts till ett finskt skivbolag. Detta tillät inte reglerna och låten blev därför diskvalificerad. Ersättaren, Dino Merlin, skickades till Eurovision Song Contest med bidragt Putnici istället. Hari Mata Hari deltog i Eurovision Song Contest 2006 i Aten, Grekland med låten Lejla. Bidraget fick 229 poäng i finalen och slutade på tredje plats efter finska Lordi och ryska Dima Bilan. 